# Phare d'Aransas Pass
Le phare d'Aransas Pass (en anglais : Aransas Pass Light), ou encore phare de Lydia Ann est un phare situé à Harbour Hisland à la limite de Port Aransas dans le comté d'Aransas au Texas. Il se trouve derrière les îles-barrières de San José et Mustang, qui protège une passe naturelle du golfe du Mexique à la baie d'Aransas et à la baie de Corpus Christi.
Il est inscrit au Registre national des lieux historiques depuis le 3 août 1977 sous le n° 77001423.

## Histoire
Le phare d'Aransas Pass était l'une des premières stations texanes de l'United States Lighthouse Service, créé en 1851 et intégré à la United States Coast Guard en 1939.
Le phare est le deuxième plus ancien sur la côte texane et la plus ancienne structure encore en activité du secteur Aransas Pass - Corpus Christi. Sa lentille Fresnel originale de quatrième ordre est exposée au musée de Port Aransas.
Lorsque la passe d'Aransas a été déplacé, le phare n'était plus nécessaire et un nouveau phare a été installé à Port Aransas. La lumière a été éteinte et la propriété retirée de la liste en 1952 et considérée comme excédentaire. Il a été vendu aux enchères en 1955. La passe a été renommée Lydia Ann Channel et le phare Lydia Ann Light Station.
Le PDG de H-E-B, Charles Butt, a acheté le phare, a engagé un gardien, a remodelé et restauré les structures après un ouragan et a remis le phare automatisé en service en 1988. Il est actuellement le seul phare de la côte du Texas à disposer d'un gardien.

## Description
Le phare  est une tour octogonale en brique rouge, avec galerie et lanterne blanche de 21 m de haut, devant une maison de gardien à ossature bois d'un étage.
Son feu fixe émet, à une hauteur focale de 20 m, une lumière blanche continue la nuit, allumée par les gardiens. Sa portée est de 13 milles nautiques (environ 24 km).
Identifiant : ARLHS : USA-018 ; USCG : 4-39720 - Admiralty : J4216.49 .

### Lien connexe
- Liste des phares du Texas